# Sarjút eszik az ökröm
A Sarjút eszik az ökröm kezdetű régi stílusú magyar táncdal dallamát Bartók Béla gyűjtötte a Tolna vármegyei Felsőiregen 1907-ben Tulsó soron innend is kezdetű szöveggel.
Feldolgozás:
| Szerző      | Mire      | Mű                           | Előadás |
| ----------- | --------- | ---------------------------- | ------- |
| Bartók Béla | vegyeskar | Magyar népdalok, 4. dal: Dal | [ 2 ]   |

## Kotta és dallam
| Lefeküdtem, csak alig, Nem egészen a falig, Jól megölelj engemet, Le ne essem mellőled. | Dunyhám, párnám de hajlik, Beljebb babám, a falig, Ölelj engem hajnalig, Amíg Anyánk aluszik. |

A Bartók Béla által gyűjtött eredeti szöveg:
Tulsó soron, innend is,

Áldjon meg az isten is,

Téged rózsám, engem is,

Még aki fölnevelt is.

## Felvételek
- Sarjút eszik az ökröm, ha jóllakott bekötöm. cimbalom.nl (Hozzáférés: 2016. július 26.) (audió) arch